# Gordijan I.
Gordijan I. (latinsko Marcvs Antonivs Gordianvs Sempronianvs Romanvs Africanvs) je bil rimski cesar, ki je skupaj s sinom Gordijanom II. vladal en mesec leta 238, * okoli 159, 12. april 238, Kartagina, Afrika.
Leta 238 se je ob podpori rimskega senata uprl cesarju Maksiminu Tračanu, vendar so ga Maksiminu zveste enote porazile. Gordijan II. je v bitki, Gordijan I. pa je potem, ko je izvedel za sinovo smrt, naredil samomor.

## Življenjepis

### Zgodnje življenje
O Gordijanovem zgodnjem življenju in poreklu njegove družine ni veliko znanega. Družina, ki je spadala v družbeni razred konjeniških vitezov, je bila skromna, vendar zelo premožna Gordijan je imel zveze z uglednimi senatorji, njegovo ime Mark Antonij pa kaže, da so njegovi predniki po očetovi strani dobili rimsko državljanstvo v pozni Rimski republiki pod triumvirjem Markom Antonijem ali eno od njegovih hčera. Njegov priimek Gordijan kaže, da je njegova družina izvirala iz Male Azije, verjetno iz Galatije ali Kapadokije.
Po podatkih iz Avgustejske zgodovine je bila njegova mati Rimljanka Ulpija Gordijana, hčerka senatorja Mecija Marula. Očetovo ime nekateri sodobni zgodovinarji zavračajo kot lažno, v ozadju porekla njegove matere pa je verjetno nekaj resnice. Zgodovino Gordijcev je mogoče slediti preko napisov. Ime Sempronijan bi lahko bilo povezano z njegovo materjo ali staro materjo. V Ankari v Turčiji so odkrili nagrobni napis z imenom Sempronije Romane, hčerke cesarskega tajnika Sempronija Akvila. Romana je nagrobnik postavila svojemu možu, ki je umrl kot pretor, vendar se je njegovo ime izgubilo. Gordijci  bi lahko bili povezani tudi z rodbino Sempronijcev.
O Gordijanovem poreklu in poreklu njegove družine obstaja tudi več drugih trditev, ki jih sodobni zgodovinarji bolj ali manj zavračajo.
Gordijan je imel s svojo ženo, morda Fabijo Orestilo, najmanj dva otroka: sina Gordijana, kasnejšega cesarja Gordijana II., in hčerko Antonijo Gordijano, mater bodočega  cesarja Gordijana III.. Žena je umrla pred letom 238.
Gordijan se je v državni hierarhiji povzpel do položaja rimskega senatorja. Njegova politična kariera se je začela relativno pozno, morda zato, ker se je v mladosti bolj  posvečal  retoriki in književnosti. Kot vojak je poveljeval IV. skitski legiji, ki je bila nameščena v Siriji. Leta 216 je bil guverner Britanije, med Elagabalovo vladavino  pa nekaj časa nadomestni konzul. Napisi z njegovim imenom v Britaniji so bili delno izbrisani, kar kaže na nezadovoljstvo med njegovim upravljanjem.
Gordijan si je pridobil neizmerno priljubljenost s prirejanjem veličastnih iger, kar zaradi preudarnega in odmaknjenega življenja ni vzbujalo sumničenj cesarja Karakala, v čigar čast je napisal dolgo epsko pesnitev Antoninias. V kaotičnih časih Severske dinastije je zagotovo ohranil svoje premoženje in politični vpliv, kar kaže njegov odpor do spletk. 
Grški sofist Filostrat je njemu ali njegovemu sinu Gordijanu II. posvetil svoje delo Življenje sofistov (Βίοι σοφιστῶν).

### Vzpon na oblast
Med vladavino Aleksandra Severja je bil takrat že prileten Gordijan  po opravljeni službi nadomestnega konzula izžreban za guvernerja province Prokonzulske Afrike. Upravljanje  je prevzel  leta 237. Maksimin Tračan je že pred začetkom njegovega službovanja v Moguntiaku v Gornji Germaniji  ubil cesarja Aleksandra Severja in se razglasil za cesarja.
Maksimin ni bil priljubljen cesar. Zaradi tiranskega vladanja je povzročil splošno nezadovoljstvo, ki je leta 238 sprožilo upor v Afriki. Neposreden povod za upor je bil Maksiminov  prokurist, ki jih skušal, tudi z lažnimi obtožbami lokalnih aristokratov, iz province izvleči čim več davkov in glob. Uporniki so prokurista ubili in se nato obrnili na Gordijana z zahtevo, da prevzame nevarno vlogo rimskega cesarja. Gordijan se je temu upiral, češ da je prestar, potem pa je 22. marca 238  le popustil in sprejel cesarski položaj in dobil vzdevek Africanus.
Zaradi svoje visoke starosti je vztrajal, da skupaj z njim kot Gordijan II. vlada sin Mark Antonij Gordijan. Nekaj dni kasneje je začel z veliko podporo prebivalstva in lokalnih političnih vodij oblegati  Kartagino. Medtem so v Rimu umorili  Maksiminovega pretorskega prefekta in vse je kazalo, da bo upor uspel. Gordijan je v Rim poslal svoje odposlance na čelu s Publijem Licinijem Valerijanom z nalogo, da pridobi podporo senata. Senat je 2. aprila 238 na veselje mnogih provinc razglasil Gordijana I. za novega cesarja.
Kapelijan, guverner sosednje province Numidije, ki je bil zvest podpornik Maksimina Tračana in v zameri z Gordijanoma, se je temu uprl. Povezal se je z odstavljenim cesarjem in s svojo  III. legijo Avgusto in enotami vojnih veteranov  napadel Kartagino. Gordijan II. se mu je postavil v bran z vojsko neizurjenih  vojakov in bil v izgubljeni bitki v bližini mesta ubit. Ko je Gordijan I. izvedel za njegovo smrt, se je obesil. 
Gordijana sta vladala samo šestintrideset dni.

## Zapuščina
Gordijan si je s svojim prijetnim značajem prislužl velik ugled. Oba s sinom sta bila tudi zelo uspešna pisca. Ker je oba zanimalo predvsem intelektualno delo, nista imela niti potrebnih znanj niti izkušenj, potrebnih  za  sposobnega državnika ali močnega vladarja. 
Rimski senat je bil po njuni smrti prisiljen nadaljevati upor proti Maksiminu Tračanu, zato je   za cesarja imenoval Pupiena in Balbina. Do konca leta 238 je moral za njunega socesarja imenovati Gordijanovega vnuka Gordijana III..
Gordijana I. in Gordijana II. je senat pobožil.

### Primarni viri
- Herodijan, Roman History, Book 7.
- Historia Augusta. The Three Gordians
- Avrelij Viktor, Epitome de Caesaribus
- Joannes Zonaras, Compendium of History Zonaras: Alexander Severus to Diocletian: 222–284 Arhivirano 2008-05-21 na Wayback Machine.
- Zosim, Historia Nova

### Sekundarni viri
- P. Southern (2001), The Roman Empire from Severus to Constantine, Routledge.
- R. Syme (1971), Emperors and Biography, Oxford University Press.
- D.S. Potter (2004), The Roman Empire at Bay, AD 180-395, Routledge.
- A. Birley  (2005), The Roman Government in Britain, Oxford University Press, ISBN 978-0-19-925237-4.
- A. Canduci (2010). Triumph and Tragedy: The Rise and Fall of Rome's Immortal Emperors. Pier 9 Books. ISBN 978-1-74196-598-8.
- M.L. Meckler (2001), Gordian I (238 A.D.), De Imperatoribus Romanis
- Continuité gentilice et continuité sénatoriale dans les familles sénatoriales romaines à l'époque impériale, 2000.
- E. Gibbon (1888), Decline and Fall of the Roman Empire.

| Gordijan I. Leto šestih cesarjevRojen: okoli 159 Umrl: 12. april 238 | |                             |
| Vladarski nazivi                                                     | |                             |
| Predhodnik: Maksimin Tračan                                          | Cesar Rimskega cesarstva 22. marec 238 - 12. april 238 Služboval ob: Gordijanu II. in Maksiminu Tračanu | Naslednik: Pupien in Balbin |